# Fluminimaggiore
Fluminimaggiore (Frùmini Majori in sardo) è un comune italiano di 2 584 abitanti della provincia del Sulcis Iglesiente, nella regione dell'Iglesiente.

## Geografia fisica
Nel suo territorio scorre il fiume Billittu.

### Cale, coste e spiagge del comune

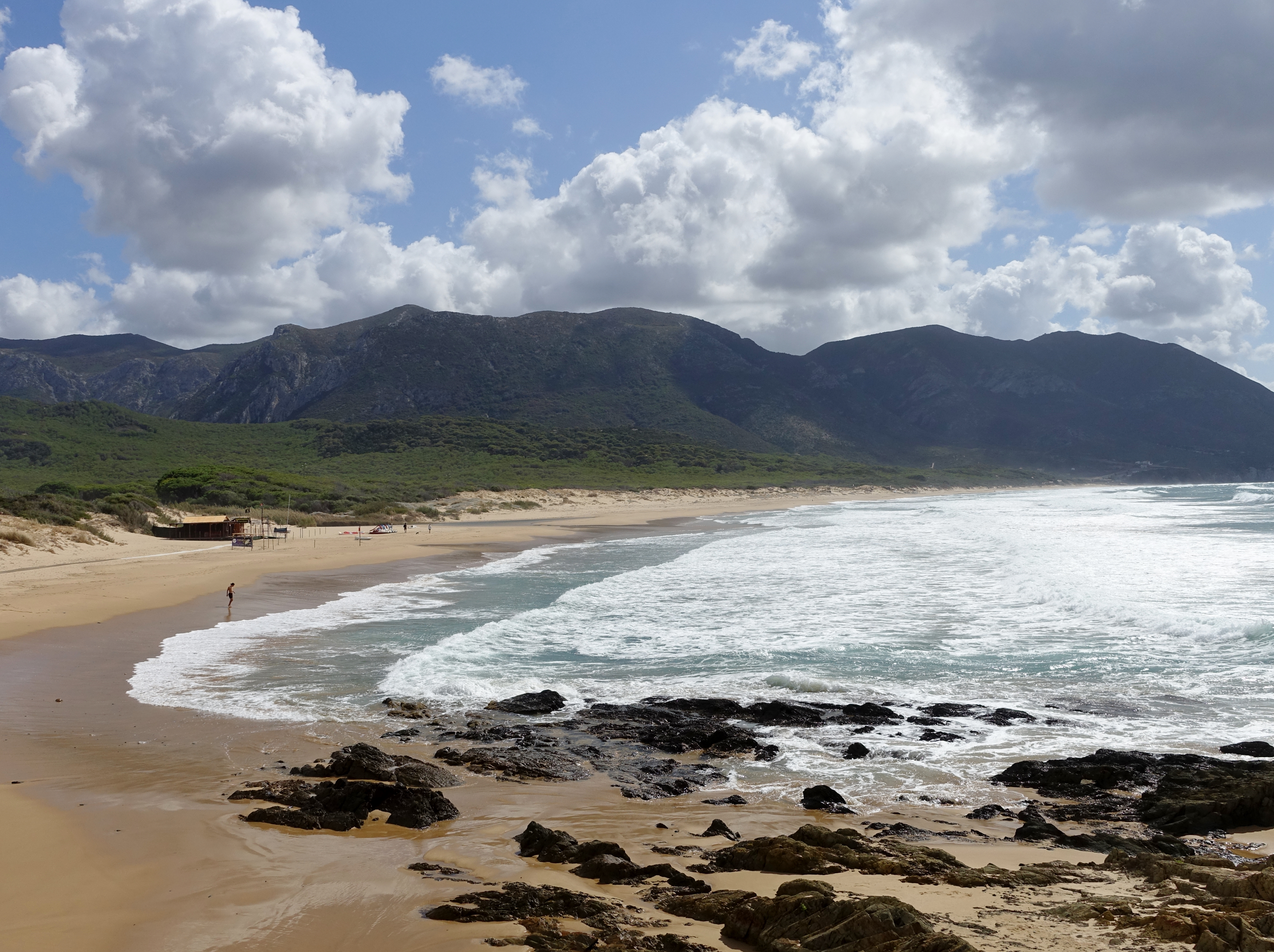
Spiaggia di Portixeddu

Nel litorale del comune di Fluminimaggiore, partendo da nord verso sud, si hanno le seguenti cale, coste e spiagge più conosciute:
- Cala Guardia is Turcus (cioè: guardia dei turchi)
- Cala Sa Perdischedda Manna (cioè: la pietruzza grande)
- Costa di Sa Perdischedda (cioè: la pietruzza)
- Cala Sa Perdischedda Pittica (cioè: la pietruzza piccola)
- Costa di Portixeddu (cioè: porticciolo)
- Spiaggia di Portixeddu

## Storia
Nella zona sono presenti testimonianze di età prenuragica, nuragica, fenicio-punica e romana. Nel medioevo il villaggio appartenne al giudicato di Cagliari, e fece parte della curatoria del Sigerro. Alla caduta del giudicato (1258) passò a Ugolino della Gherardesca, a Pisa, e successivamente (1324) venne inglobato dagli aragonesi nel regno di Sardegna, sotto il quale il feudo divenne una viscontea, assegnata nel 1421 dal Re Alfonso V d'Aragona a Nicolò Gessa. Dai Gessa passò poi agli Asquer. Nel 1650 il paese venne distrutto da un'incursione barbaresca, per essere poi ricostruito nel 1704 un po' più lontano dal mare, quando il visconte Asquer e la moglie Eleonora Gessa concessero l'atto di ricostruire l'antico villaggio di Flumini Major. I primi abitanti provenivano dalla zona di Terralba, oggi in provincia di Oristano.
Il paese fu riscattato agli Asquer, ultimi feudatari, nel 1839 con la soppressione del sistema feudale.
Il paese ebbe un notevole incremento demografico nella seconda metà del XIX secolo, dovuto soprattutto alla crescente attività mineraria.
Nei primi anni del 1900 Fluminimaggiore e Buggerru entrarono nel vivo delle rivendicazioni operaie, con vicende anche cruente, che culminarono con l'eccidio di Buggerru del settembre 1904.
La crisi mineraria a partire dalla fine del '900 ha colpito duramente il paese che ha pagato con un aumento della disoccupazione e dell'emigrazione.

### Simboli
Lo stemma e il gonfalone del comune di Fluminimaggiore sono stati concessi con decreto del presidente della Repubblica dell'11 maggio 2004.
(D.P.R. 11.05.2004 concessione di stemma e gonfalone)
Il gonfalone municipale è costituito da un drappo partito di rosso e di bianco.

## Monumenti e luoghi d'interesse

### Architetture religiose
- Chiesa di Sant'Antonio da Padova.

### Architetture civili

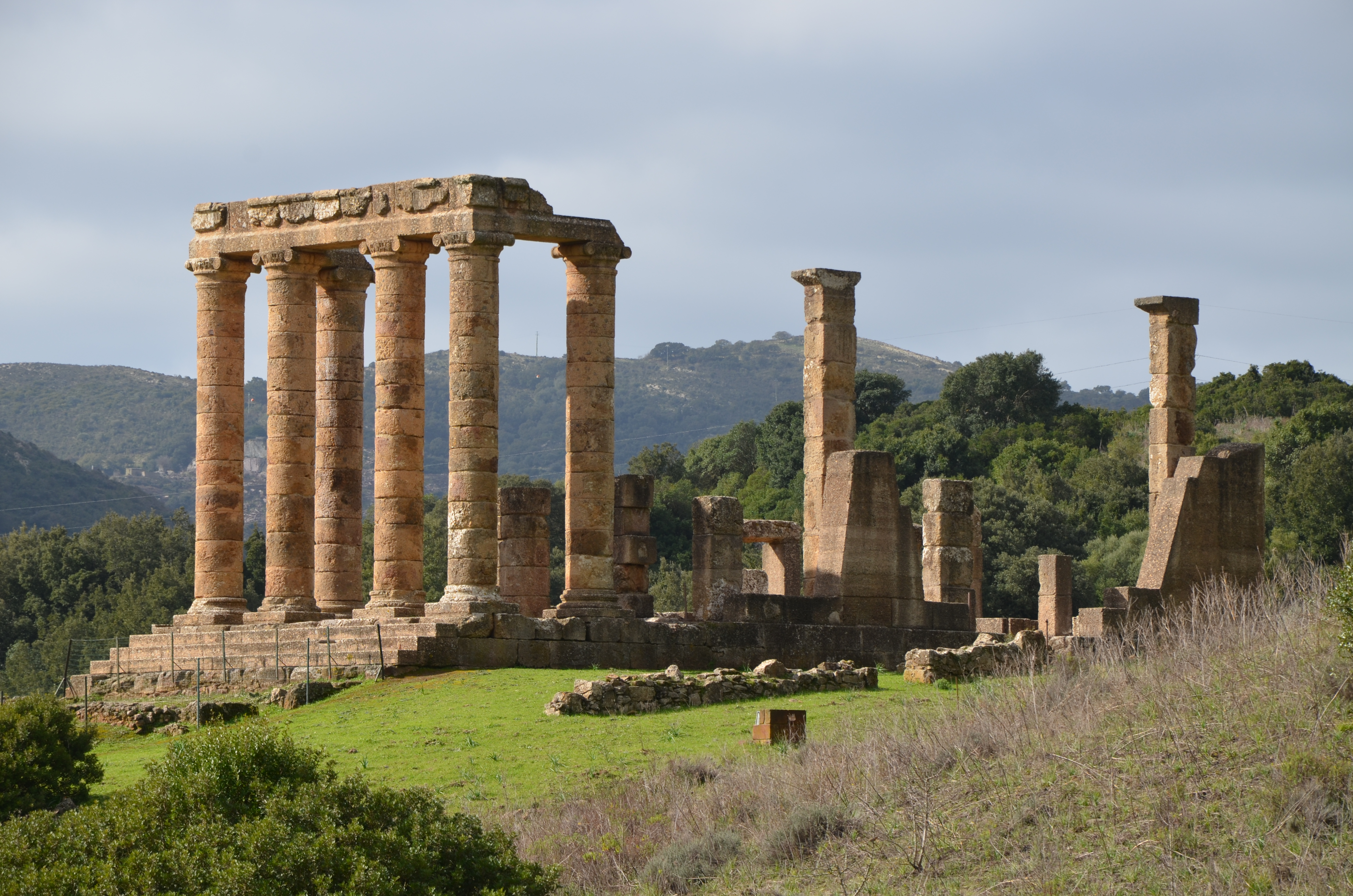
Tempio di Antas

- Mulino Zurru Licheri.

### Siti archeologici
Nelle vicinanze del paese (a circa una decina di chilometri) è situato il tempio di Antas e la zona archeologica circostante è di particolare interesse per i reperti punici e romani rinvenuti. Nei pressi del sito è visitabile anche un villaggio nuragico e le antiche cave romane.

### Luoghi di interesse naturalistico

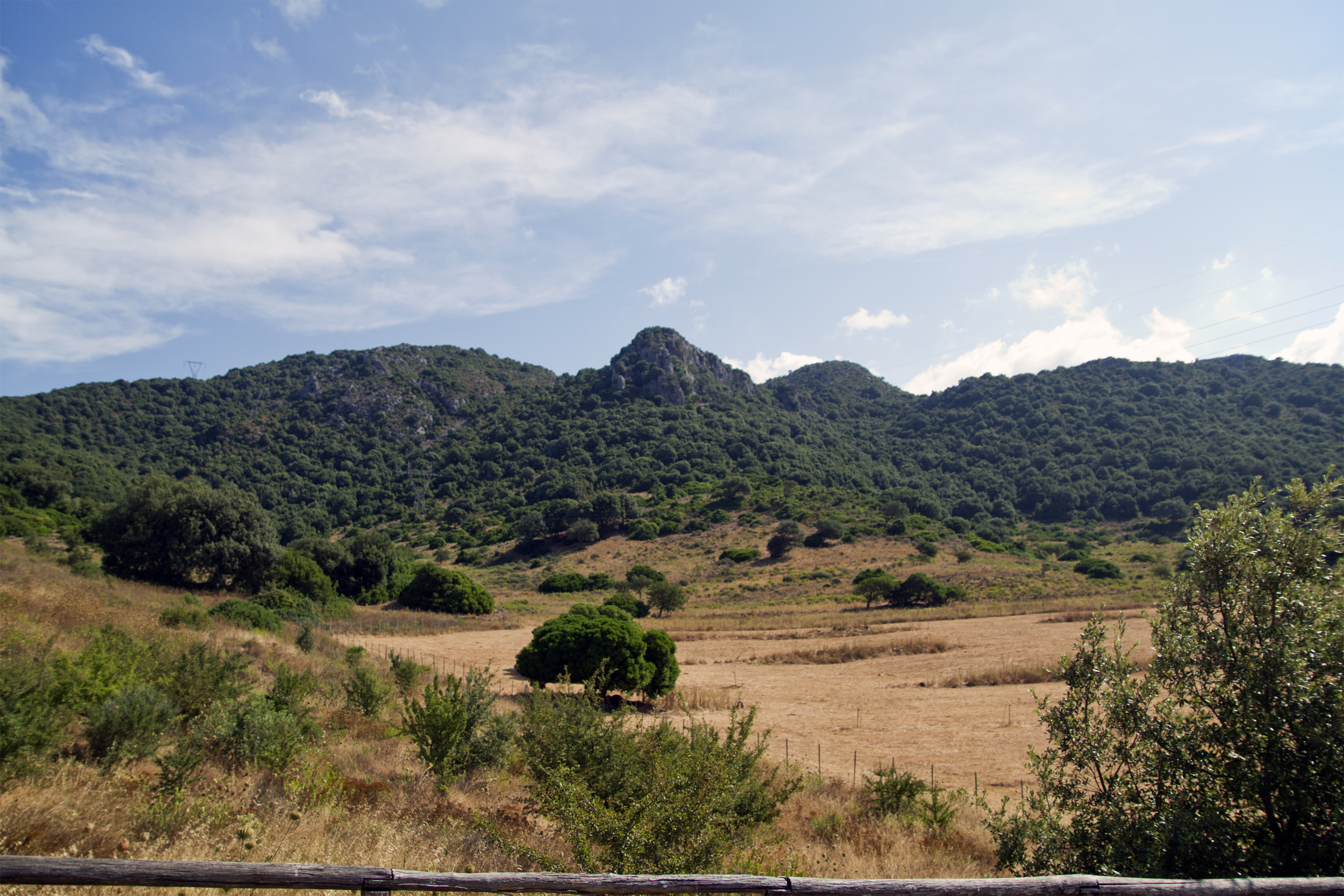
Valle di Antas

Collegate al tempio anche da un'antica strada romana poco distante sulla SS 126 si trovano le grotte di Su Mannau. Attrezzate e rese turistiche per le visite guidate, costituiscono un meraviglioso spettacolo per le loro concrezioni, i laghi pensili, i suggestivi giochi di luce.
Il suo vasto territorio ricco di boschi si innalza dal mare di Portixeddu fino alle pendici del monte Linas, evidenziando angoli e paesaggi stupendi, rare essenze vegetali, una fauna varia che comprende l'aquila, il cervo, il cinghiale.
- Grotte "Su Mannau"
- Sorgenti "Pubusinu".

### Miniere

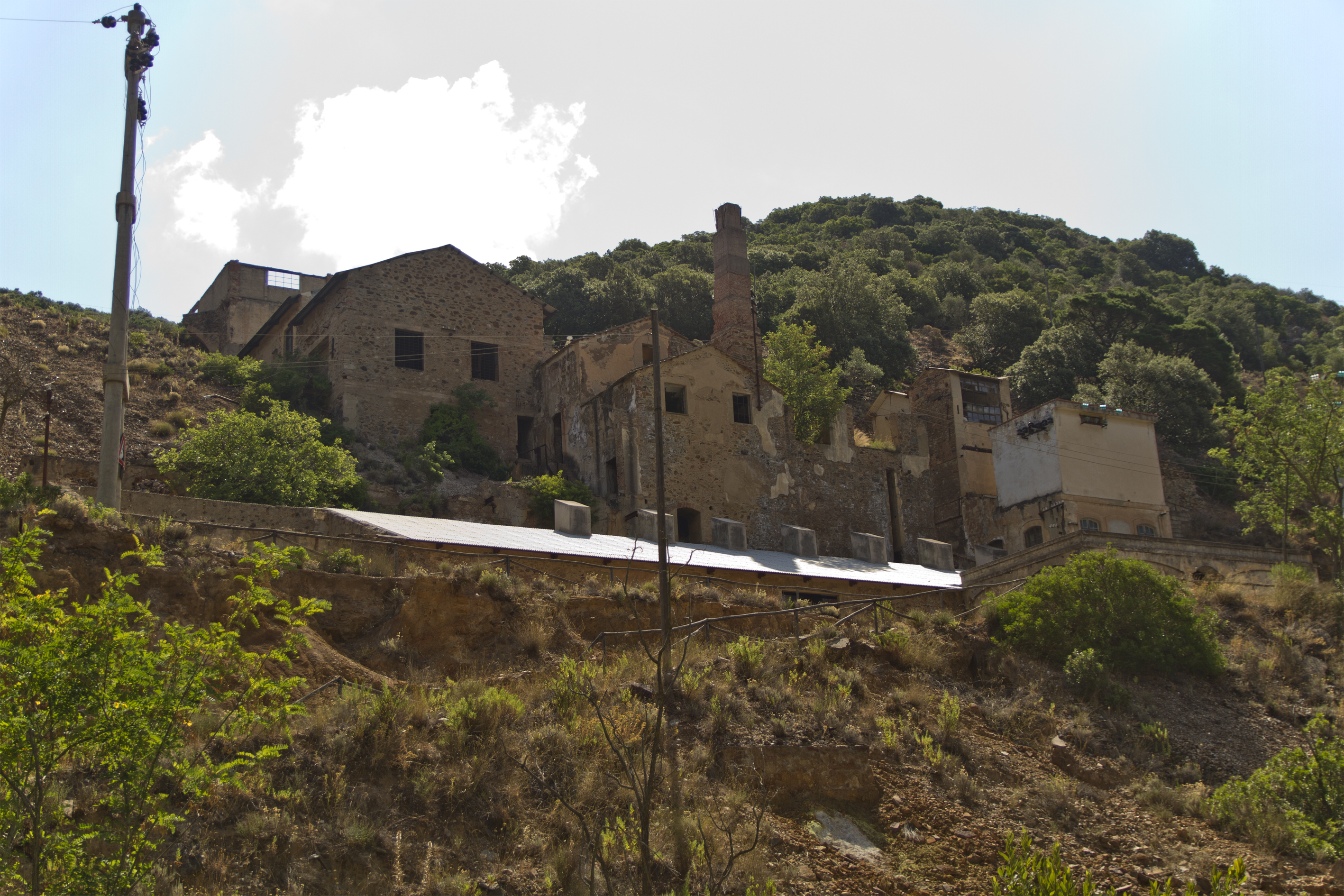
Miniera su Zurfuru

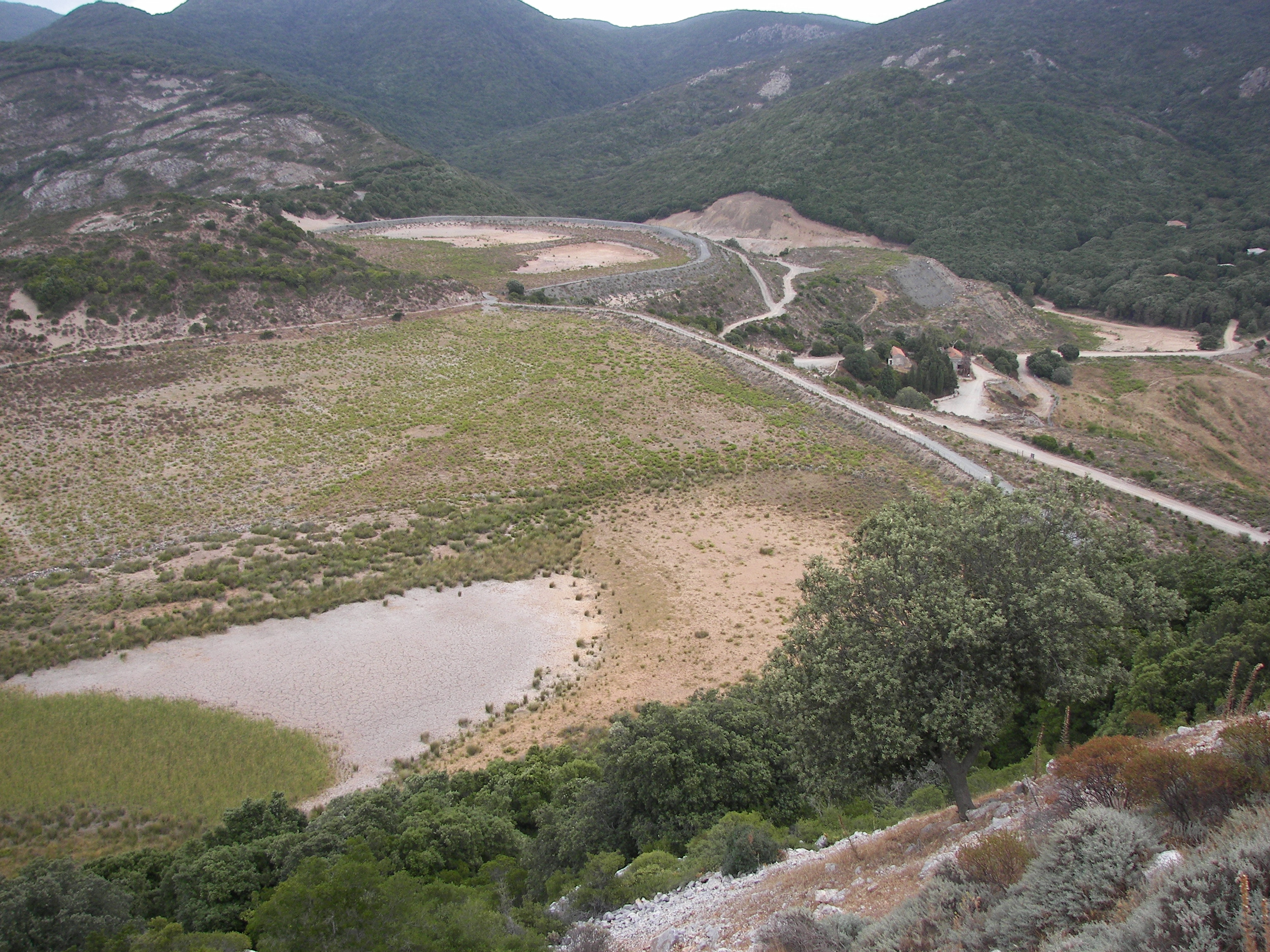
Fluminimaggiore, miniera

Nel territorio comunale di Fluminimaggiore sono presenti le seguenti miniere dismesse:
- Miniera di Antas
- Miniera di Arenas
- Miniera di Canali Bingias
- Miniera di Candiazzus
- Miniera di Corti Baccas
- Miniera di Genna Carru
- Miniera di Genna Movexi
- Miniera di Gutturu Pala
- Miniera di Medau Ganoppi
- Miniera di monte Argentu
- Miniera di monte Cidrò
- Miniera di Mortuoi
- Miniera di Nieddoris
- Miniera di Perda S'Oliu
- Miniera di Perdas de Fogu (Perd'e Fogu)
- Miniera di Pibicu (Pibiccu)
- Miniera di Pubusinu
- Miniera di Punta Campu Spina
- Miniera di Punta Niu Crobu
- Miniera di S'Acqua Bona
- Miniera di Sa Marchesa
- Miniera di Sa Menga
- Miniera di Santa Lucia (Sa Mena de S'Oreri)
- Miniera di Su Isandru
- Miniera di Su Sizzimureddu
- Miniera di Su Zùrfuru
- Miniera di Terras Nieddas
- Miniera di Tinì (Tiny)

## Società

### Evoluzione demografica
Abitanti censiti

### Lingue e dialetti
La variante di sardo parlata a Fluminimaggiore è il campidanese occidentale.

## Cultura

### Eventi
- 16 gennaio: Fogadoni de Santu Antoni (grandi fuochi per Sant'Antonio Abate)
- Febbraio o marzo: Carnevale
- Marzo o aprile: Pasca Manna (festività di Pasqua)
- 22 maggio: Santa Rita
- 13 giugno: Sant'Antonio di Padova (festa patronale)
- Luglio o agosto: "Antas Music Festival"
- Agosto: S. Maria Assunta
- 31 dicembre: "Is Candeberis"

## Geografia antropica

### Frazioni
- Arenas
- Candiazzus
- Portixeddu
- Sant'Angelo
- Santa Lucia

## Amministrazione
| Periodo        | Periodo        | Primo cittadino | Partito                            | Carica  | Note  |
| -------------- | -------------- | --------------- | ---------------------------------- | ------- | ----- |
| 10 giugno 2018 | 29 maggio 2023 | Marco Corrias   | Lista civica "Ripensiamo Flumini"  | Sindaco | [ 7 ] |
| 29 maggio 2023 | in carica      | Paolo Sanna     | Lista civica "Uniti per il futuro" | Sindaco | [ 8 ] |